# Homogenes mimus
Homogenes mimus är en skalbaggsart som beskrevs av Dilma Solange Napp och Santos 1997. Homogenes mimus ingår i släktet Homogenes och familjen långhorningar. Inga underarter finns listade i Catalogue of Life.